# Bryum atenense
Bryum atenense är en bladmossart som beskrevs av Robert Statham Williams 1909. Bryum atenense ingår i släktet bryummossor, och familjen Bryaceae. Inga underarter finns listade i Catalogue of Life.